# والي هنت
والي هنت (بالإنجليزية: Wally Hunt)‏ (9 يناير 1909 في المملكة المتحدة - 1963) هو لاعب كرة قدم بريطاني (وحمل سابقاً جنسية المملكة المتحدة لبريطانيا العظمى وأيرلندا) في مركز الهجوم. لعب مع ستوكبورت كونتي ونادي أكرينغتون ستانلي ونادي توركي يونايتد ونادي روتشديل ونادي كارلايل يونايتد ولينكولن سيتي أف سي ونادي مانسفيلد تاون.